# Comando de ciberespaço das forças do corpo de fuzileiros navais
O comando de ciberespaço das forças de fuzileiros navais dos Estados Unidos da América (abreviado como MARFORCYBER) é uma formação funcional do corpo de fuzileiros navais dos Estados Unidos da América para proteger a infraestrutura crítica de ataques cibernéticos. O comando de ciberespaço das forças do corpo de fuzileiros navais é o componente do comando cibernético dos Estados Unidos da América do corpo de fuzileiros navais. Ele abrange um elemento de comando, o grupo de operações cibernéticas e o grupo de guerra cibernética (ambos do corpo de fuzileiros navais), um total de aproximadamente 800 funcionários. O MARFORCYBER foi estabelecido em 21 de janeiro de 2010 sob o comando do Tenente-general George J. Flynn. Desde 7 de julho de 2021, é o Major general Ryan Heritage quem está no comando.

## Visão geral
O secretário de defesa reconheceu a importância do ciberespaço para a segurança nacional e dirigiu o estabelecimento do comando cibernético dos Estados Unidos da América (CYBERCOM) como um comando subunificado sob o comando estratégico dos Estados Unidos da América (STRATCOM). O objetivo principal do CYBERCOM é integrar as capacidades de operações dos serviços e agências no ciberespaço em apoio à estratégia nacional para a segurança do ciberespaço (NSSC).
Em resposta, o corpo de fuzileiros navais estabeleceu o MARFORCYBER em outubro de 2009 (isto foi complementado pelo surgimento dos comandos cibernético da frota, cibernético do exército dos Estados Unidos da América (ARCYBER) e cibernético da força aérea (AFCYBER). A missão do MARFORCYBER, além de suas responsabilidades de componente de serviço padrão é: planejar, coordenar, integrar, sincronizar e dirigir todo o espectro de operações ciberespaciais do corpo. Isso inclui as operações da rede de informações (DoDIN)
do departamento de defesa (DoD), operações cibernéticas defensivas (DCO), planejamento e, quando necessário, execução de operações ciberespaciais ofensivas (OCO). Essas operações dão suporte à força-tarefa marítima ar-solo (MAGTF), requisitos conjuntos e combinados do ciberespaço que permitem a liberdade de ação em todos os domínios de combate e negam o mesmo às forças adversárias.

## Unidades subordinadas

### Grupo de operações cibernéticas do corpo de fuzileiros navais (MCCOG)
O MCCOG dirige as operações de rede global (NETOPS) e a defesa da rede de computadores da rede corporativa da marinha (MCEN). Ele também fornece liderança técnica no apoio à marinha e às forças conjuntas que operam em todo o mundo, além de ser responsável pela coleta e análise de inteligência para desenvolver o planejamento de capacidades futuras de acordo com as operações cibernéticas defensivas (DCO).
O MCCOG é o provedor de serviços de defesa da rede de computadores (CNDSP) e atua como o centro global de operações e segurança de rede (GNOSC) do corpo. O MCCOG fornece operações de rede global (NETOPS) C2 24 horas por dia e 7 dias por semana por meio de seu centro de operações. Sob o comando operacional (OPCON) do comando de ciberespaço das forças do corpo de fuzileiros navais (MARFORCYBER), executa operações de rede global e operações cibernéticas defensivas em apoio aos requisitos operacionais, a fim de aumentar a liberdade de ação em todos os domínios de combate, enquanto impede e neutraliza os esforços dos adversários para degradar ou interromper esta vantagem através do ciberespaço .
As principais tarefas do MCCOG incluem:
- operar e defender a rede corporativa da marinha (MCEN) [10],
- coletar e compartilhar consciência situacional da rede de informações do departamento de defesa,
- relatar e direcionar ações que abordem de forma proativa ameaças e vulnerabilidades,
- responder a incidentes operacionais e
- fornecer liderança técnica para  garantir que o corpo e capacidades conjuntas alavanquem novas tecnologias para a vantagem do combatente da marinha.

### Grupo de guerra cibernética do corpo de fuzileiros navais (MCCYWG)
O grupo de guerra cibernética do corpo de fuzileiros navais (MCCYWG) é um quartel general que organiza, treina, equipa, fornece suporte administrativo, gerencia a prontidão das forças atribuídas e recomenda a certificação e a apresentação das equipes da força de missão cibernética (CMF) para o comando cibernético dos Estados Unidos da América.
As principais tarefas do MCCYWG incluem:
- conduzir o gerenciamento de pessoal para organizar e designar indivíduos para trabalhar em funções e colocá-los em centros de trabalho para garantir a prontidão operacional das equipes da força de missão cibernética (CMF),
- assegurar-se de que todo o pessoal seja treinado no ciberespaço de acordo com os padrões de treinamento e certificação do comando cibernético dos Estados Unidos da América (USCYBERCOM) e equipados para executar todos os deveres e tarefas descritos na lista de tarefas essenciais de missão (METL) do comando de ciberespaço das forças do corpo de fuzileiros navais (MARFORCYBER),
- aconselhar o comando de ciberespaço das forças do corpo de fuzileiros navais (MARFORCYBER) sobre as considerações de uso da força e
- fornecer conhecimento de assunto para requisitos de planejamento operacional.

## Lista de comandantes
| Número | Comandante          | Comandante                        | Mandato               | Mandato               | Mandato            |
| Número | Retrato             | Nome                              | Assumiu o cargo       | Deixou o cargo        | Duração do mandato |
| ------ | ------------------- | --------------------------------- | --------------------- | --------------------- | ------------------ |
| 1      | en:George J. Flynn  | Tenente general George J. Flynn   | 21 de janeiro de 2010 | 2013                  | ~2 anos, 346 dias  |
| 2      | Vincent R. Stewart  | Major general Vincent R. Stewart  | 2013                  | 21 de janeiro de 2015 | ~2 anos, 20 dias   |
| 3      | Daniel J. O'Donohue | Major general Daniel J. O'Donohue | 21 de janeiro de 2015 | setembro de 2015      | ~223 dias          |
| 4      | Loretta Reynolds    | Major general Loretta Reynolds    | setembro de 2015      | 02 de julho de 2018   | ~2 anos, 304 dias  |
| 5      | Matthew Glavy       | Major general Matthew Glavy       | 02 de julho de 2018   | 07 de julho de 2021   | 3 anos, 5 dias     |
| 6      | Ryan P. Heritage    | Major general Ryan P. Heritage    | 07 de julho de 2021   | titular               | 3 anos, 253 dias   |